# Département de Chical Co
Le département de Chical Co est une des 22 subdivisions de la province de La Pampa, en Argentine. Son chef-lieu est la ville de Algarrobo del Águila.
Le département a une superficie de 9 117 km2. Sa population était de 1 595 habitants, selon le recensement de 2001 (source : INDEC).

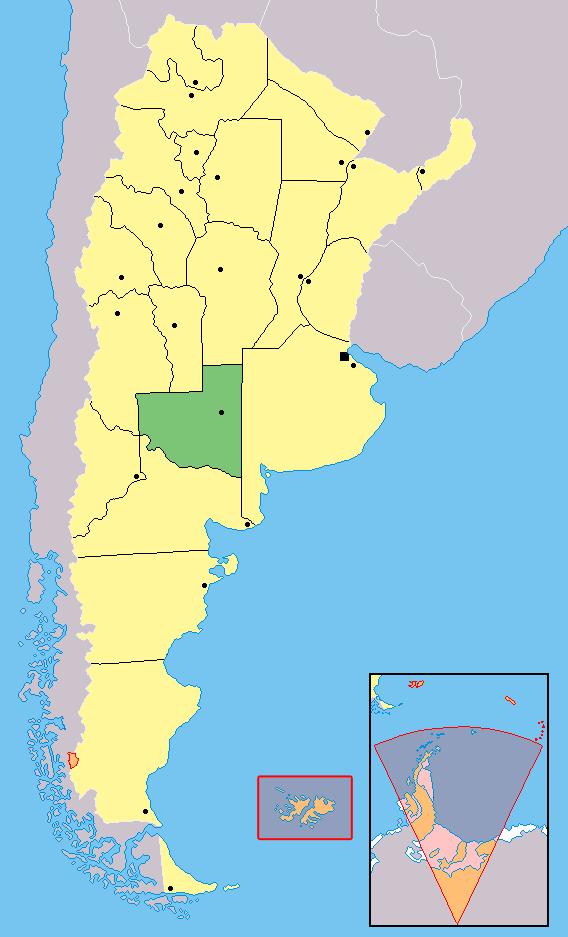
Localisation de la province de La Pampa en Argentine.

## Villes et localités
- Algarrobo del Águila, chef-lieu
- La Humada

## Sites remarquables
- Les Bañados du río Atuel, dans les marécages de la rivière.